# Hristo Cvetkov
Hristo Cvetkov (en bulgare : Христо Цветков), né le 6 mars 1934, à Euglene, en Bulgarie, est un ancien joueur bulgare de basket-ball.

## Palmarès
- 3e du championnat d'Europe 1961